# TVNZ
Television New Zealand (TVNZ) is de publieke televisie-omroep van Nieuw-Zeeland. Het is een Staatsbedrijf. De radiozender Radio New Zealand is niet aan TVNZ gerelateerd. TVNZ zendt radio uit in het hele land.